# 托马斯·查尔顿
托马斯·查尔顿（英語：Thomas Charlton，1934年7月12日—），美国男子赛艇运动员。他曾代表美国参加1956年夏季奥林匹克运动会赛艇比赛，获得男子八人单桨有舵手金牌。